# Morski Krzyż Zasługi
Morski Krzyż Zasługi – polskie odznaczenie przyznawane za zasługi żołnierzom Marynarki Wojennej i innych rodzajów Sił Zbrojnych. Jest jednym z odznaczeń wojskowych, nadawanych w Polsce podczas pokoju.

## Utworzenie
Krzyż ustanowiono ustawą z dnia 14 czerwca 2007 roku o zmianie ustawy z dnia 16 października 1992 roku o orderach i odznaczeniach, razem z Krzyżem Wojskowym, Wojskowym Krzyżem Zasługi, Wojskowym Krzyżem Zasługi z Mieczami, Morskim Krzyżem Zasługi z Mieczami, Lotniczym Krzyżem Zasługi, Lotniczym Krzyżem Zasługi z Mieczami oraz Medalem za Długoletnią Służbę. Zmiana została wprowadzona w życie 10 października 2007 roku, po upływie trzech miesięcy od momentu ogłoszenia, które nastąpiło 9 lipca. Równocześnie Prezydent Rzeczypospolitej Polskiej rozporządzeniem z dnia 31 lipca 2007 roku zmienił rozporządzenie z dnia 10 listopada 1992 roku w sprawie opisu, materiału, wymiarów, wzorów rysunkowych oraz sposobu i okoliczności noszenia odznak orderów i odznaczeń.
Zgodnie z treścią wyżej wymienionej ustawy „Morski Krzyż Zasługi może być nadany żołnierzowi Marynarki Wojennej, a wyjątkowo żołnierzowi innego rodzaju Sił Zbrojnych Rzeczypospolitej Polskiej, za dokonany w czasie służby czyn przynoszący szczególną korzyść Marynarce Wojennej, a wykraczający poza normalny obowiązek”. W precedencji polskich odznaczeń zajmuje miejsce za Wojskowym, Morskim oraz Lotniczym Krzyżem Zasługi z Mieczami, a przed Krzyżem Świętego Floriana. Jest równorzędny z Wojskowym i Lotniczym Krzyżem Zasługi.

## Nadawanie
Morski Krzyż Zasługi nadaje i wręcza Prezydent Rzeczypospolitej Polskiej, z inicjatywy własnej lub na wniosek ministra właściwego do spraw obrony. Prezydent ma również prawo do pozbawienia Krzyża osoby nim odznaczonej.
W latach 2007–2009 przyznano  26 Morskich Krzyży Zasługi.

## Wygląd
Oznaką Morskiego Krzyża Zasługi jest 40 mm równoramienny krzyż kawalerski o wyciętych półkoliście ramionach, wyoblony od strony lica, srebrzony i oksydowany. W środku znajduje się wypukłe zbrojne ramię Marynarki Wojennej. Rewers krzyża składa się z centralnie umieszczonego trzywierszowego napisu „POLSKA SWEMU OBROŃCY” oraz gałązek wawrzynu na ramionach poziomych. Odznaczenie zawieszone jest na ciemnoniebieskiej wstędze szerokości 38 mm z czterema białymi pasami szerokości 2 mm, umieszczonymi po bokach i wzdłuż boków w odległości 10 mm od siebie. Drugie nadanie Morskiego Krzyża Zasługi oznaczane jest poprzez nałożenie na wstędze okucia szerokości 5 mm w kształcie srebrnej listwy, matowej i polerowanej. Kolory baretki są identyczne ze wstęgą Krzyża. W przypadku kolejnego nadania odznaczenia na baretkę nakłada się centralnie pionowe okucie.